# Юрій Коль
Юрій Коль (нім. Jurij Kohl; нар. 17 травня 1975, селище Мирний, Мойинкумський район, Джамбульська область, Казахська РСР, СРСР) — німецький борець греко-римського стилю, учасник чемпіонатів світу, Європи та Олімпійських ігор, срібний призер чемпіонату світу серед молоді, бронзовий призер чемпіонату Європи серед юніорів.

## Життєпис
Юрій Коль походить від російських німців. У дитинстві займався акробатикою, а в одинадцять років батько привів його в секцію боротьби. Першим тренером Юрія був Віктор Сисоєв. У 1992 році Коль встиг виступити за збірну Росії на юніорському чемпіонаті світу, де посів сьоме місце. А вже наступного року представляв Німеччину на чемпіонаті Європи серед юніорів, здобувши бронзову нагороду. У 1995 році став віце-чемпіоном світу серед молоді.
Виступав за спортивний клуб KSV Келлербах, Пюттлінген, Саар. Тренер — Франк Гартман (з 1999).
Чемпіон Німеччини 2000, 2001, 2003, 2005 і 2009 років, срібний призер 1993, 1994 і 2002 років, бронзовий медаліст 1996 і 2008 років.

## Спортивні результати на міжнародних змаганнях

### Виступи на Олімпіадах
| Змагання                    | Збірна    | Вагова категорія                 | Місце |
| --------------------------- | --------- | -------------------------------- | ----- |
| Літні Олімпійські ігри 2004 | Німеччина | греко-римська боротьба, до 60 кг | 19    |

### Виступи на Чемпіонатах світу
| Змагання                        | Збірна    | Вагова категорія                 | Місце |
| ------------------------------- | --------- | -------------------------------- | ----- |
| Чемпіонат світу з боротьби 2001 | Німеччина | греко-римська боротьба, до 63 кг | 22    |
| Чемпіонат світу з боротьби 2002 | Німеччина | греко-римська боротьба, до 60 кг | 28    |
| Чемпіонат світу з боротьби 2003 | Німеччина | греко-римська боротьба, до 60 кг | 10    |
| Чемпіонат світу з боротьби 2005 | Німеччина | греко-римська боротьба, до 60 кг | 18    |
| Чемпіонат світу з боротьби 2007 | Німеччина | греко-римська боротьба, до 60 кг | 20    |

### Виступи на Чемпіонатах Європи
| Змагання                         | Збірна    | Вагова категорія                 | Місце |
| -------------------------------- | --------- | -------------------------------- | ----- |
| Чемпіонат Європи з боротьби 2000 | Німеччина | греко-римська боротьба, до 63 кг | 20    |
| Чемпіонат Європи з боротьби 2001 | Німеччина | греко-римська боротьба, до 63 кг | 5     |
| Чемпіонат Європи з боротьби 2003 | Німеччина | греко-римська боротьба, до 60 кг | 15    |
| Чемпіонат Європи з боротьби 2005 | Німеччина | греко-римська боротьба, до 60 кг | 5     |

### Виступи на Кубках світу
| Змагання                    | Збірна    | Вагова категорія                 | Місце |
| --------------------------- | --------- | -------------------------------- | ----- |
| Кубок світу з боротьби 1995 | Німеччина | греко-римська боротьба, до 57 кг | 5     |

### Виступи на інших змаганнях
| Змагання                           | Збірна    | Вагова категорія                 | Місце  |
| ---------------------------------- | --------- | -------------------------------- | ------ |
| Гран-прі Німеччини з боротьби 1994 | Німеччина | греко-римська боротьба, до 57 кг | 5      |
| Гран-прі Німеччини з боротьби 1995 | Німеччина | греко-римська боротьба, до 57 кг | 6      |
| Гран-прі Німеччини з боротьби 2002 | Німеччина | греко-римська боротьба, до 60 кг | 10     |
| Гран-прі Німеччини з боротьби 2004 | Німеччина | греко-римська боротьба, до 60 кг | 9      |
| Гран-прі Німеччини з боротьби 2005 | Німеччина | греко-римська боротьба, до 60 кг | Бронза |
| Гран-прі Німеччини з боротьби 2007 | Німеччина | греко-римська боротьба, до 60 кг | Срібло |

### Виступи на змаганнях молодших вікових груп
| Змагання                                       | Збірна    | Вагова категорія                 | Місце  |
| ---------------------------------------------- | --------- | -------------------------------- | ------ |
| Чемпіонат світу з боротьби серед юніорів 1992  | Росія     | греко-римська боротьба, до 50 кг | 7      |
| Чемпіонат Європи з боротьби серед юніорів 1993 | Німеччина | греко-римська боротьба, до 54 кг | Бронза |
| Чемпіонат світу з боротьби серед молоді 1993   | Німеччина | греко-римська боротьба, до 52 кг | 6      |
| Чемпіонат Європи з боротьби серед молоді 1994  | Німеччина | греко-римська боротьба, до 57 кг | 8      |
| Чемпіонат світу з боротьби серед молоді 1995   | Німеччина | греко-римська боротьба, до 57 кг | Срібло |